# Список министров финансов Российской империи и Временного правительства

## Список
— Император Александр I

       — Император Николай I
       — Император Александр II
       — Император Александр III
       — Император Николай II
       — Первый состав Временного правительства (пред. - князь Г. Е. Львов)
       — Первое коалиционное правительство (пред. - князь Г. Е. Львов)
       — Второе коалиционное правительство (пред. - А. Ф. Керенский)
       — Третье коалиционное правительство (пред. - А. Ф. Керенский)
       — Верховный правитель А.В.Колчак
|                                                   | Министр финансов | Министр финансов               | Начало полномочий        | Конец полномочий     | Прим. |
| ------------------------------------------------- | ---------------- | ------------------------------ | ------------------------ | -------------------- | ----- |
| Министры финансов Российской империи              |                  |                                |                          |                      |       |
|                                                   |                  | Васильев Алексей Иванович      | 8 сентября 1802 года     | 15 августа 1807 года |       |
|                                                   |                  | Голубцов Фёдор Александрович   | 26 августа 1807 года     | 1 января 1810 года   |       |
|                                                   |                  | Гурьев Дмитрий Александрович   | 1 января 1810 года       | 22 апреля 1823 года  |       |
|                                                   |                  | Канкрин Егор Францевич         | 22 апреля 1823 года      | 1 мая 1844 года      |       |
|                                                   |                  | Вронченко Фёдор Павлович       | 1 мая 1844 года          | 6 апреля 1852 года   |       |
|                                                   |                  | Брок Пётр Фёдорович            | 9 апреля 1852 года       | 23 марта 1858 года   |       |
|                                                   |                  | Княжевич Александр Максимович  | 23 марта (4 апреля) 1858 | 23 января 1862 года  |       |
|                                                   |                  | Рейтерн Михаил Христофорович   | 23 января 1862 года      | 7 июля 1878 года     |       |
|                                                   |                  | Грейг Самуил Алексеевич        | 7 июля 1878 года         | 27 октября 1880 года |       |
|                                                   |                  | Абаза Александр Агеевич        | 27 октября 1880 года     | 6 мая 1881 года      |       |
|                                                   |                  | Бунге Николай Христианович     | 6 мая 1881 года          | 31 декабря 1886 года |       |
|                                                   |                  | Вышнеградский Иван Алексеевич  | 1 января 1887 года       | 30 августа 1892 года |       |
|                                                   |                  | Витте Сергей Юльевич           | 30 августа 1892 года     | 29 августа 1903 года |       |
|                                                   |                  | Плеске Эдуард Дмитриевич       | 29 августа 1903 года     | 4 февраля 1904 года  |       |
|                                                   |                  | Коковцов Владимир Николаевич   | 5 февраля 1904 года      | 24 октября 1905 года |       |
|                                                   |                  | Шипов Иван Павлович            | 28 октября 1905 года     | 24 апреля 1906 года  |       |
|                                                   |                  | Коковцов Владимир Николаевич   | 26 апреля 1906 года      | 30 января 1914 года  |       |
|                                                   |                  | Барк Пётр Львович              | 30 января 1914 года      | 28 февраля 1917 года |       |
| Министры финансов Временного правительства России |                  |                                |                          |                      |       |
|                                                   |                  | Терещенко Михаил Иванович      | 2 марта 1917 года        | 5 мая 1917 года      |       |
|                                                   |                  | Шингарёв Андрей Иванович       | 5 мая 1917 года          | 2 июля 1917 года     |       |
|                                                   |                  | Хрущов Александр Григорьевич   | 11 июля 1917 года        | 24 июля 1917 года    |       |
|                                                   |                  | Некрасов Николай Виссарионович | 25 июля 1917 года        | 31 августа 1917 года |       |
|                                                   |                  | Бернацкий Михаил Владимирович  | 2 сентября 1917 года     | 25 октября 1917 года |       |
| Министры финансов Российского государства         |                  |                                |                          |                      |       |
|                                                   |                  | Михайлов Иван Адрианович       | 18 ноября 1918 года      | 16 августа 1919 года |       |
|                                                   |                  | Гойер Лев Викторович           | 16 августа 1919 года     | 3 декабря 1919 года  |       |
|                                                   |                  | Бурышкин Павел Афанасьевич     | 3 декабря 1919 года      | 4 января 1920 года   |       |